# Klínec
Klínec är en ort i Tjeckien.   Den ligger i regionen Mellersta Böhmen, i den centrala delen av landet, 22 km söder om huvudstaden Prag. Klínec ligger 313 meter över havet och antalet invånare är 394.
Terrängen runt Klínec är kuperad åt nordost, men åt sydväst är den platt. Runt Klínec är det ganska tätbefolkat, med 52 invånare per kvadratkilometer. Närmaste större samhälle är Modřany, 13,1 km norr om Klínec. Trakten runt Klínec består till största delen av jordbruksmark.